# Міжнародна асоціація криптологічних досліджень
Міжнародна асоціація криптологічних досліджень (МАКД) (англ. International Association for Cryptologic Research (IACR)) — це некомерційна наукова організація, метою діяльності якої є виконання та сприяння дослідженням у галузі криптології в суміжних областях. IACR була організована за ініціативою американського криптолога Девіда Чаума на конференції CRYPTO '82.

## Діяльність
IACR організовує ряд щорічних конференцій та семінарів, які є провідними міжнародними майданчиками в області криптології.

### Конференції
- International Cryptology Conference, англ. Crypto — (Міжнародна конференція з криптології);
- Eurocrypt — (Щорічна Міжнародна конференція з теорії та застосування криптографічних технологій);
- Asiacrypt — (Міжнародна конференція з теорії та застосування криптології та інформаційної безпеки);
- Міжнародна конференція з теорії та практики криптографії з відкритим ключем — англ. PKC (conference), англ. International Conference on Theory and Practice in Public Key Cryptography, PKC;
- Конференція з теорії криптографії (англ. Theory of Cryptography Conference, TCC).

### Семінари
- Програмні засоби швидкого шифрування — англ. Fast Software Encryption, FSE;
- Семінар з криптографічного обладнання і вбудованими системами (англ. Cryptographic Hardware and Embedded Systems — CHES).

За підтримки IACR проводяться ще кілька інших конференцій та семінарів. CRYPTO '83 була першою конференцією, що офіційно спонсорується IACR.
На додаток до опублікованих матеріалів своїх конференцій і семінарів IACR публікує «Криптологічний журнал» (англ. Journal of Cryptology), а також підтримує «Криптологічний електронний архів» (англ. Cryptology ePrint Archive).

### Симпозіуми
IACR є офіційним спонсором симпозіуму: Real World Crypto.